# Pierrot, Pierrette
Pour plus de détails, voir Fiche technique et Distribution.
Pierrot, Pierrette est un film muet français réalisé par Louis Feuillade et sorti en 1924.
Ce film a été perdu puis retrouvé.

## Fiche technique
- Scénario : Louis Feuillade
- Directeur de la photographie et montage : Maurice Champreux
- Décors : Robert-Jules Garnier
- Société de production : Société des Établissements L. Gaumont
- Format : Muet - Noir et blanc - 1,33:1 - 35 mm
- Pays de production : France
- Durée : 67 minutes
- Date de sortie : 
  - France : 22 juillet 1924

## Distribution
- René Poyen : Pierrot
- Bouboule : Pierrette
- Henri-Amédée Charpentier : le grand-père
- Julio de Romero
- Êmile Dupré
- Jean-Pierre Stock